# 安格爾西旗
安格爾西旗（Anglesey flag）是英國威爾斯安格爾西島的旗幟。安格爾西旗在2014年3月正式開始使用。安格爾西旗設計於中世紀後期，為紅底加上黃色三角形及三隻金獅圖案。在1857年至1950年，安格爾西旗曾是當地警察的旗幟。

## 外部連結
- Flag Institute – Anglesey
- "A flag for Anglesey on Anglesey Hidden Gem （页面存档备份，存于）
- Anglesey （页面存档备份，存于） at Flags of the World